# Ceuthmochares
Ceuthmochares Cabanis & Heine, 1863 è un genere di uccelli cuculiformi della famiglia Cuculidae.

## Tassonomia
Questo genere comprende due specie:
- Ceuthmochares aereus (Vieillot, 1817) - beccogiallo o malcoa africana
- Ceuthmochares australis Sharpe, 1873 - beccoggiallo del Sudafrica o malcoa verde